# Austrodolichos errabundus
Austrodolichos errabundus är en ärtväxtart som först beskrevs av Munro Briggs Scott, och fick sitt nu gällande namn av Bernard Verdcourt. Austrodolichos errabundus ingår i släktet Austrodolichos och familjen ärtväxter. Inga underarter finns listade i Catalogue of Life.